# Parrita
Agustín Parra Vargas dit « Parrita », né le 5 mai 1924 à Madrid (Espagne), mort à Madrid le 6 juin 1994, est un matador espagnol.

## Carrière
- Débuts en public : Algésiras (Espagne, province de Cadix le 9 août 1942.
- Présentation à Madrid : 13 juillet 1944 aux côtés de Luis Miguel Dominguín et Rafael Martín Vázquez. Novillos de la ganadería de Félix Moreno.
- Alternative : Valence (Espagne) le 9 mai 1945. Parrain, Manuel Rodríguez « Manolete » ; témoin, Carlos Arruza. Taureaux de la ganadería de Galache.
- Confirmation d’alternative à Madrid : 30 mai 1945. Parrain, Fermín Espinosa « Armillita Chico » ; témoins, Domingo Ortega et Manuel Rodríguez « Manolete ». Quatre taureaux de la ganadería de Galache et quatre de celle de Antonio Pérez ; celui de la cérémonie était de Galache.
- Premier de l’escalafón en 1947